# Вейс, Арпад
Арпад Вейс (венг. Weisz Árpád, итал. Arpad Veisz; 16 апреля 1896, Шольт — 31 января 1944, концлагерь Освенцим, Верхняя Силезия) — венгерский футболист и тренер. Соавтор книги «Игра футбол».

## Карьера

### Игровая карьера
Арпад Вейс начал свою карьеру в клубе «Тёреквеш» в качестве левого нападающего. В этом клубе он играл вместе с Ференцем Хирзером. Команда в те годы была одним из лидеров венгерского футбола, однако всё же составить достойную конкуренцию МТК не могла. В те же годы Вейс дебютировал в сборной Венгрии, с которой поехал на Олимпиаду в Париж, где, правда, на поле не выходил.
В 1923 году Вейс уехал в Чехословакию в клуб «Маккаби» из Брно. Состав «Маккаби» начала-середины 1920-х годов состоял преимущественно из венгерских евреев, играющих в своей обособленной лиге, которая состояла из команд, находящихся в нескольких центральноевропейских странах. Клуб привлекал к себе множество игроков благодаря тому, что он был одним из немногих профессиональных клубов, где футболисты получали за свой труд деньги. Клуб много путешествовал по Европе, проводя выставочные матчи. Когда «Маккаби» проводил игры в Италии, несколько игроков из клуба заметили местные клубы и пригласили их к себе, одним из приглашённых стал Вейс.
Вейс перешёл в «Падову», за которую сыграл один сезон, а затем в «Интер», где завершил свою игровую карьеру из-за тяжелой травмы.

### Тренерская карьера
Свою тренерскую карьеру Вейс начал ассистентом главного тренера «Алессандрии». А в 1926 году возглавил миланский «Интер». Вейс тренировал «Интер» на протяжении 2-х сезонов, но клуб находился в те годы лишь в середине таблицы. Но именно при Вейсе в основном составе «Интера» дебютировал 17-летний Джузеппе Меацца. В 1928 году Вейс оставил команду на своего соотечественника Йожефа Виолу, а сам уехал в Южную Америку, где изучал футбол в Аргентине и Уругвае. По возвращении в Италию, Вейс вновь возглавил «Интер» и привёл клуб к победе в чемпионате Италии, этот же сезон стал первым в итальянском футболе, сменившим название лиг на серии А, В и С. В 1930 году Вейс довёл «Интер» до полуфинала кубка Митропы, но в нём клуб проиграл «Спарте», а в чемпионате занял лишь 5-е место, после чего Вейс был уволен.
Сразу после увольнения, Вейс возглавил клуб «Бари», только вышедший в серию А. «Бари» выступал не очень удачно, но всё же занял 16-е место, сохранив «прописку» в высшем итальянском дивизионе. А «Интер», уволивший Вейса, провёл сезон неудачно, и по его окончании пригласил специалиста обратно. Вейс с «Амброзианой» смог занять 2-е место в чемпионате и довести клуб до финала кубка Митропы, где итальянцы проиграли «Аустрии», по сумме двух матчей, 2:3. После этого Вейс был заменён на соотечественника Дьюлу Фельдманна.
После недолгой работы с клубом серии В «Новара», Вейс возглавил «Болонью». И если в первый сезон клуб «обосновался» в середине таблицы, то в два последующих «Болонья» выигрывала чемпионат Италии. Несмотря на успехи на внутренней арене, в кубке Митропы «Болонья» дважды вылетала уже после первого тура. Также большим успехом была победа в Выставочном кубке (Expo Trophy) в Париже в 1937 году, являвшемся аналогом Лиги чемпионов того периода, в финале которого «Болонья» победила английский «Челси», со счётом 4:1. В октябре 1938 года Вейс был вынужден покинуть свою должность: закон, изданный в Италии, запрещал работать в футболе евреям.
В январе 1939 года Вейс вместе с семьёй, опасаясь ареста, уехал из Италии и переехал сначала в Париж, где Вейс безуспешно в течение 3-х месяцев, пытался найти клуб, который согласился бы, чтобы его тренировал еврей, затем в Нидерланды, где он весной 1939 года возглавил местный «Дордрехт», с которым сначала смог остаться в высшем голландском дивизионе, затем занял наивысшее в истории клуба 5-е место.
После занятия Голландии немецкими войсками жизненные условия Вейса становились всё хуже. 29 сентября 1941 года был издан закон, запрещающий принимать на работу евреев, а также посещать им стадионы, школы и рестораны, и посылать письма. Вейс хотел уехать из Дордрехта, но это стоило денег, которых у семьи не было. В августе 1942 года он вместе с семьёй был арестован и направлен в концлагерь Вестерборк. Через некоторое время, 2 октября его разделили с семьёй и отправили в Освенцим. 5 октября 1942 года, по прибытии в Освенцим его жена Елена (Илона) Рекнитцер и оба ребёнка Роберто (12 лет) и Клара (8 лет) были убиты в газовой камере. Сам Вейс ненадолго их пережил. Он был найден мёртвым утром 31 января 1944 года.
В честь памяти Вейса в 2007 году директор итальянского футбольного журнала «Guerin Sportivo» Маттео Марани написал о нём книгу Dallo scudetto ad Auschwitz («От скудетто до Аушвица»). 
21 мая 2009 года 4-й ежегодный футбольный юношеский «Турнир Памяти», проходящий в Риме и посвящённый памяти жертвам Холокоста 1939—1945 годов был назван именем Арпада Вейса.
27 января 2025 года около дома, где проживал Арпад Вейс в Болонье установлена мемориальная табличка. На стадионе Ренато Даль-Ара также установлен памятник Вейсу.

## Статистика

### Клубная
| Сезон   | Команда        | Чемпионат      | Чемпионат | Чемпионат | Кубок | Кубок | Междун. | Междун. |
| Сезон   | Команда        | Лига           | Игры      | Голы      | Игры  | Голы  | Игры    | Голы    |
| ------- | -------------- | -------------- | --------- | --------- | ----- | ----- | ------- | ------- |
| 1919/20 | Тёреквеш       | Дивизион 1     | 15        | 3         | ?     | ?     | —       | —       |
| 1920/21 | Тёреквеш       | Дивизион 1     | 24        | 2         | ?     | ?     | —       | —       |
| 1921/22 | Тёреквеш       | Дивизион 1     | 22        | 4         | ?     | ?     | —       | —       |
| 1922/23 | Тёреквеш       | Дивизион 1     | 22        | 2         | ?     | ?     | —       | —       |
| 1923/24 | Тёреквеш       | Дивизион 1     | 1         | 0         | ?     | ?     | —       | —       |
| 1923/24 | Маккаби (Брно) | ?              | ?         | ?         | —     | —     | —       | —       |
| 1924/25 | Падова         | Прима Дивизион | 6         | 1         | —     | —     | —       | —       |
| 1924/25 | Интер Милан    | Прима Дивизион | 10        | 3         | —     | —     | —       | —       |

### Международная
| Матчи Арпада Вейса за сборную Венгрии | Матчи Арпада Вейса за сборную Венгрии | Матчи Арпада Вейса за сборную Венгрии | Матчи Арпада Вейса за сборную Венгрии | Матчи Арпада Вейса за сборную Венгрии | Матчи Арпада Вейса за сборную Венгрии | Матчи Арпада Вейса за сборную Венгрии |
| #                                     | Дата                                  | Город                                 | Соперник                              | Счёт                                  | Турнир                                |                                       |
| ------------------------------------- | ------------------------------------- | ------------------------------------- | ------------------------------------- | ------------------------------------- | ------------------------------------- | ------------------------------------- |
| 1.                                    | 15 июня 1922                          | Будапешт                              | Швейцария                             | 1:1                                   | Товарищеский матч                     |                                       |
| 2.                                    | 24 сентября 1922                      | Вена                                  | Австрия                               | 2:2                                   | Товарищеский матч                     |                                       |
| 3.                                    | 26 ноября 1922                        | Будапешт                              | Австрия                               | 1:2                                   | Товарищеский матч                     |                                       |
| 4.                                    | 4 марта 1923                          | Генуя                                 | Италия                                | 0:0                                   | Товарищеский матч                     |                                       |
| 5.                                    | 11 марта 1923                         | Лозанна                               | Швейцария                             | 6:1                                   | Товарищеский матч                     |                                       |
| 6.                                    | 6 мая 1923                            | Вена                                  | Австрия                               | 0:1                                   | Товарищеский матч                     |                                       |

## Достижения
- Чемпион Италии: 1930, 1936, 1937